# Championnat de Malte de football 2007-2008
Navigation
Saison précédente Saison suivante
La saison 2007-2008 de Premier League Maltaise était la quatre-vingt-treizième édition de la première division maltaise.
Lors de cette saison, le Marsaxlokk FC a tenté de conserver son titre de champion face aux neuf meilleurs clubs maltais lors d'une série de matchs se déroulant sur toute l'année.
Les dix clubs participants à la première phase de championnat ont été confrontés à deux reprises aux neuf autres. En gardant une partie des points acquis lors de la première phase, les six premiers se sont affrontés deux fois de plus pour se disputer la victoire finale et les quatre derniers pour éviter la relégation.
C'est le La Vallette FC qui a été sacré champion de Malte pour la dix-neuvième fois.
Trois places étaient qualificatives pour les compétitions européennes, la quatrième place étant celle du vainqueur du Trophée Rothman 2007-2008.

## Qualifications en coupe d'Europe
À l'issue de la saison, le champion a participé au 1er tour de qualification de la Ligue des champions 2008-2009.
Le vainqueur du Trophée Rothman et le troisième du championnat, le deuxième étant le vainqueur du Trophée, ont pris les places pour la Coupe UEFA 2008-2009.
Enfin, la première équipe dans l'ordre du classement qui l'a souhaité a participé à la Coupe Intertoto 2008.

## Les dix clubs participants
| Club                | Stade             | Capacité | Ville      |
| ------------------- | ----------------- | -------- | ---------- |
| Birkirkara FC       | Infetti Ground    | 2 000    | Birkirkara |
| Floriana FC         | -                 | -        | Floriana   |
| Hamrun Spartans     | Victor Tedesco    | 6 000    | Hamrun     |
| Paola Hibernians FC | Hibernians Ground | 8 000    | Paola      |
| Marsaxlokk FC       | -                 | -        | Marsaxlokk |
| Mqabba FC           | -                 | -        | Mqabba     |
| Msida Saint-Joseph  | -                 | -        | Msida      |
| Pietà Hotspurs      | -                 | -        | Pietà      |
| Sliema Wanderers FC | Guze Fava Ground  | 4 000    | Sliema     |
| La Vallette FC      | -                 | -        | La Valette |

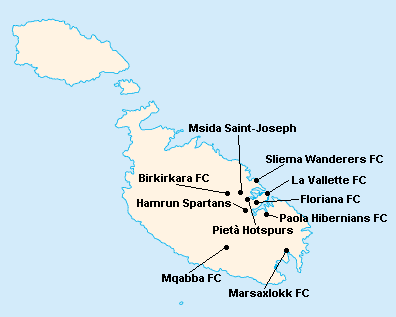
Localisation des clubs engagés dans le championnat.

L'île de Malte étant relativement petite, les clubs évoluent tous au stade National Ta'Qali (17 400 places). Certain cependant ont leur propre enceinte qu'ils peuvent éventuellement utiliser.

## Compétition

### Phase 1

#### Classement
| Rang | Équipe              | Pts | J  | G  | N | P  | Bp | Bc | Diff |
| ---- | ------------------- | --- | -- | -- | - | -- | -- | -- | ---- |
| 1    | La Vallette FC      | 36  | 18 | 10 | 6 | 2  | 40 | 16 | +24  |
| 2    | Marsaxlokk FC (T)   | 33  | 18 | 10 | 3 | 5  | 35 | 26 | +9   |
| 3    | Sliema Wanderers FC | 32  | 18 | 9  | 5 | 4  | 31 | 18 | +13  |
| 4    | Floriana FC         | 28  | 18 | 8  | 4 | 6  | 33 | 28 | +5   |
| 5    | Birkirkara FC (C)   | 27  | 18 | 7  | 6 | 5  | 27 | 18 | +9   |
| 6    | Hamrun Spartans (P) | 27  | 18 | 7  | 6 | 5  | 30 | 29 | +1   |
| 7    | Paola Hibernians FC | 25  | 18 | 6  | 7 | 5  | 22 | 19 | +3   |
| 8    | Msida Saint-Joseph  | 21  | 18 | 6  | 3 | 9  | 25 | 35 | -10  |
| 9    | Pietà Hotspurs      | 15  | 18 | 5  | 0 | 13 | 21 | 40 | -19  |
| 10   | Mqabba FC (P)       | 6   | 18 | 2  | 0 | 16 | 15 | 50 | -35  |

| Légende : Qualifications et relégations | Légende : Qualifications et relégations                                        |
| --------------------------------------- | ------------------------------------------------------------------------------ |
|                                         | Qualifié pour le tour des champions                                            |
|                                         | Qualifié pour le tour de relégation                                            |
|                                         | (T) : Tenant du titre 2006-2007 (P) : Promu (C) : Vainqueur du Trophée Rothman |

#### Matchs
| Résultats (▼dom., ►ext.)                                   | Bir | Flo | Ham | Pao | Mar | Mqa | Msi | Pie | Sli | Val |
| Birkirkara FC                                              |     | 3-2 | 5-0 | 0-2 | 2-0 | 1-0 | 1-1 | 2-0 | 1-1 | 0-1 |
| Floriana FC                                                | 0-0 |     | 1-1 | 1-0 | 1-4 | 4-1 | 2-3 | 4-0 | 2-2 | 0-4 |
| Hamrun Spartans                                            | 2-2 | 2-1 |     | 2-2 | 7-3 | 3-0 | 1-2 | 2-3 | 0-3 | 0-0 |
| Paola Hibernians FC                                        | 1-1 | 1-1 | 1-1 |     | 1-1 | 2-0 | 4-0 | 2-0 | 1-2 | 0-0 |
| Marsaxlokk FC                                              | 3-1 | 3-2 | 0-1 | 5-0 |     | 1-0 | 5-0 | 3-1 | 0-0 | 1-1 |
| Mqabba FC                                                  | 1-4 | 1-3 | 1-2 | 0-1 | 0-2 |     | 2-1 | 1-6 | 3-2 | 1-2 |
| Msida Saint-Joseph                                         | 0-0 | 0-2 | 0-1 | 2-0 | 1-3 | 4-3 |     | 7-0 | 1-4 | 1-1 |
| Pietà Hotspurs                                             | 2-1 | 1-3 | 0-3 | 0-2 | 0-1 | 5-0 | 0-1 |     | 1-0 | 1-3 |
| Sliema Wanderers FC                                        | 0-2 | 0-1 | 1-1 | 2-1 | 1-0 | 4-0 | 3-0 | 2-1 |     | 2-2 |
| La Vallette FC                                             | 2-1 | 2-3 | 4-1 | 1-1 | 7-0 | 3-1 | 3-1 | 3-0 | 1-2 |     |
| - Victoire à domicile - Match nul - Victoire à l'extérieur |     |     |     |     |     |     |     |     |     |     |

### Phase 2

#### Classement
| Rang | Équipe              | Pts | J  | G  | N | P  | Bp | Bc | Diff |
| ---- | ------------------- | --- | -- | -- | - | -- | -- | -- | ---- |
| 1    | La Vallette FC      | 40  | 28 | 17 | 7 | 4  | 58 | 27 | +31  |
| 2    | Marsaxlokk FC (T)   | 35  | 28 | 16 | 3 | 9  | 56 | 40 | +16  |
| 3    | Birkirkara FC (C)   | 34  | 28 | 13 | 8 | 7  | 46 | 26 | +20  |
| 4    | Sliema Wanderers FC | 34  | 28 | 15 | 5 | 8  | 47 | 33 | +14  |
| 5    | Floriana FC         | 22  | 28 | 10 | 6 | 12 | 40 | 42 | -2   |
| 6    | Hamrun Spartans (P) | 15  | 28 | 7  | 7 | 14 | 42 | 60 | -18  |

| Rang | Équipe              | Pts | J  | G  | N | P  | Bp | Bc | Diff |
| ---- | ------------------- | --- | -- | -- | - | -- | -- | -- | ---- |
| 7    | Paola Hibernians FC | 26  | 24 | 10 | 8 | 6  | 35 | 27 | +8   |
| 8    | Msida Saint-Joseph  | 24  | 24 | 10 | 4 | 10 | 41 | 46 | -5   |
| 9    | Pietà Hotspurs      | 11  | 24 | 6  | 0 | 18 | 27 | 53 | -26  |
| 10   | Mqabba FC (P)       | 8   | 24 | 3  | 2 | 19 | 24 | 62 | -38  |

| Légende : Qualifications et relégations | Légende : Qualifications et relégations                                                     |
| --------------------------------------- | ------------------------------------------------------------------------------------------- |
|                                         | Ligue des champions 2008-2009 (1er Tour de qualification)                                   |
|                                         | Coupe UEFA 2008-2009 (1er Tour de qualification)                                            |
|                                         | Coupe Intertoto 2008 (1er Tour)                                                             |
|                                         | Relégation en First Division Maltaise                                                       |
|                                         | (T) : Tenant du titre 2006-2007 (P) : Promu en 2006-2007 (C) : Vainqueur du Trophée Rothman |

#### Matchs
| Résultats (▼dom., ►ext.)                                   | Bir | Flo | Ham | Mar | Sli | Val |
| Birkirkara FC                                              |     | 1-1 | 4-0 | 2-1 | 1-2 | 1-1 |
| Floriana FC                                                | 0-2 |     | 1-1 | 1-2 | 0-2 | 0-2 |
| Hamrun Spartans                                            | 0-2 | 1-2 |     | 3-4 | 0-2 | 2-4 |
| Marsaxlokk FC                                              | 0-2 | 2-0 | 3-1 |     | 4-2 | 4-0 |
| Sliema Wanderers FC                                        | 1-3 | 0-2 | 5-3 | 1-0 |     | 0-2 |
| La Vallette FC                                             | 2-1 | 1-0 | 4-1 | 2-1 | 0-1 |     |
| - Victoire à domicile - Match nul - Victoire à l'extérieur |     |     |     |     |     |     |

| Résultats (▼dom., ►ext.)                                   | Hib | Mqa | Msi | Pie |
| Paola Hibernians FC                                        |     | 4-2 | 3-0 | 2-1 |
| Mqabba FC                                                  | 1-1 |     | 2-2 | 2-0 |
| Msida Saint-Joseph                                         | 3-1 | 4-2 |     | 3-1 |
| Pietà Hotspurs                                             | 1-2 | 1-0 | 2-4 |     |
| - Victoire à domicile - Match nul - Victoire à l'extérieur |     |     |     |     |

## Bilan de la saison
| Tableau d'Honneur       |                     |
| Compétition             | Vainqueur           |
| Premier League Maltaise | La Vallette FC      |
| Trophée Rothman         | Birkirkara FC       |
| Supercoupe de Malte     | Paola Hibernians FC |

| Qualifications européennes 2008-2009 |                             |
| Ligue des champions                  | Qualifiés                   |
| 1er tour de qualification            | La Vallette FC              |
| Coupe UEFA                           | Qualifiés                   |
| 1er tour de qualification            | Birkirkara FC Marsaxlokk FC |
| Coupe Intertoto                      | Qualifiés                   |
| 1er tour                             | Paola Hibernians FC         |

| Promotions et relégations           |                              |
| Relégués en First Division Maltaise | Mqabba FC Pietà Hotspurs     |
| Promus de First Division Maltaise   | Qormi FC Tarxien Rainbows FC |